# Diplazon guptai
Diplazon guptai là một loài tò vò trong họ Ichneumonidae.